# 언루 효과
물리학에서 언루 효과(Unruh effect)는 진공 속에서 가속하는 관찰자가 가속에 의하여 흑체복사 스펙트럼을 관찰하게 되는 물리 현상이다. 이때의 흑체복사는 관찰자의 가속도에 따라 상이하게 되므로, 가속도가 상이한 관찰자는 같은 진공이더라도 서로 다른 스펙트럼을 관찰하게 된다.

## 역사
스티븐 풀링(Stephen Fulling)과 폴 찰스 윌리엄 데이비스(Paul Charles William Davies), 윌리엄 조지 언루(William George Unruh)가 1970년대에 최초로 소개하였다.

## 정의
진공 속에서 고유 가속도(proper acceleration, 사차원 속도의 고유 시간에 대한 도함수의 공간 성분) {\displaystyle a}로 가속하는 관찰자는 다음과 같은 온도 {\displaystyle T}의 흑체 복사를 관찰하게 된다.
{\displaystyle T={\frac {\hbar a}{2\pi ck_{\text{B}}}}}.
여기서 {\displaystyle k_{\text{B}}}는 볼츠만 상수이고, {\displaystyle \hbar }는 디랙 상수, {\displaystyle c}는 빛의 속도다. 이 온도를 언루 온도(Unruh temperature)라고 하며, 이 효과를 언루 효과라고 한다.
언류 효과는 대개 매우 미세하다. 예를 들어, 2.5×1020 m/s2의 엄청난 가속도로 가속하는 관찰자는 약 1 켈빈의 흑체 복사를 관찰하게 된다.

## 유도
편의상 {\displaystyle c=\hbar =k_{\text{B}}=1}로 놓자.
민코프스키 공간의 계량 텐서는 린들러 좌표계(Rindler coordinates) {\displaystyle (\sigma ,\rho )}에서 다음과 같다.
{\displaystyle ds^{2}=-a^{-2}d\sigma ^{2}+d\rho ^{2},}
여기서 {\displaystyle a}는 {\displaystyle \rho =1}에 위치한 관찰자의 고유가속도이다. 린들러 좌표계는 직교좌표계와 다음과 같은 관계를 가진다.
{\displaystyle x=\rho \cosh \sigma }
{\displaystyle t=\rho \sinh \sigma .}
{\displaystyle \rho }가 일정한 궤적을 따라 움직이는 관찰자는 직교좌표계에서 쌍곡선을 그리며, 이는 일정한 고유 가속도에 해당한다.
린들러 좌표에서 시간에 해당하는 좌표 {\displaystyle \sigma }에 대한 병진 변환(translation)은 직교좌표계에서 원점에 대한 로런츠 변환(boost)에 해당한다. 따라서 린들러 좌표에서 해밀토니언 연산자는 직교좌표계에서의 로런츠 변환 연산자에 해당한다. 정확히 말하여, 린들러 해밀토니언 {\displaystyle H_{\text{R}}}가 주어지면, 로런츠 변환 연산자는 {\displaystyle H_{\text{R}}/a}가 된다.
로런츠 변환 연산자는 윅 회전(Wick rotation)을 거치면 일반적인 회전 연산자가 되므로, 린들러 해밀토니언은
{\displaystyle \exp(2\pi iH_{\text{R}}/a)=1}
을 만족한다. 이는 온도 {\displaystyle T=a/2\pi }의 분배 함수와 같다. 따라서 이 관찰자는 온도 {\displaystyle T=a/2\pi }의 흑체 복사를 관찰하게 된다.

## 같이 보기
- 호킹 복사
- 보골류보프 변환

## 문헌 목록
- 손, 킵 S. (2005). 〈12. 블랙홀의 증발〉. 《블랙홀과 시간굴절: 아인슈타인의 엉뚱한 유산》. 박일호 옮김, 이지북 과학총서 1. 이지북. ISBN 8956241546.
  - 원서 Thorne, Kip P. (1995년 1월). 〈12. Black holes evaporate〉. 《Black Holes and Time Warps: Einstein's Outrageous Legacy》 (영어) Reprint판. W. W. Norton & Company. ISBN 0-393-31276-3. 2010년 10월 3일에 원본 문서에서 보존된 문서. 2013년 1월 30일에 확인함.
- Alsing, P.M.; P.W. Milonni (2004). “Simplified derivation of the Hawking-Unruh temperature for an accelerated observer in vacuum”. 《American Journal of Physics》 (영어) 72 (12): 1524–1529. arXiv:quant-ph/0401170. Bibcode:2004AmJPh..72.1524A. doi:10.1119/1.1761064. ISSN 0002-9505.
- Wald, R.M. (1994). 〈5. The Unruh Effect〉. 《Quantum Field Theory in Curved Spacetime and Black Hole Thermodynamics》 (영어). Chicago Lectures in Physics. University of Chicago Press. Bibcode:1994qftc.book.....W. ISBN 0-226-87027-8.
- Crispino, L.C.B.; A. Higuchi, G.E.A. Matsas (2008). “The Unruh effect and its applications”. 《Reviews of Modern Physics》 (영어) 80 (3): 787. arXiv:0710.5373. Bibcode:2008RvMP...80..787C. doi:10.1103/RevModPhys.80.787. ISSN 0034-6861.
- Buchholz, Detlev; Christoph Solveen (2013년 4월 21일). “Unruh Effect and the Concept of Temperature”. 《Classical and Quantum Gravity》 (영어) 30 (8): 5011. arXiv:1212.2409. Bibcode:2013CQGra..30h5011B. doi:10.1088/0264-9381/30/8/085011. ISSN 0264-9381.
- Arageorgis, Aristidis; John Earman, Laura Ruetsche (2003년 1월). “Fulling non‐uniqueness and the Unruh effect: a primer on some aspects of quantum field theory”. 《Philosophy of Science》 (영어) 70 (1): 164–202. doi:10.1086/367875. ISSN 0031-8248.
- Socolovsky, M. (2013년 4월 10일). “Rindler space and Unruh effect” (영어). arXiv:1304.2833. Bibcode:2013arxiv1304.2833S.
- McMahon, David; Paul M. Alsing, Pedro Embid (2005년 12월 28일). “The Dirac equation in Rindler space: A pedagogical introduction” (영어). arXiv:gr-qc/0601010. Bibcode:2006gr.qc.....1010M.
- Earman, John (2011년 5월). “The Unruh effect for philosophers”. 《Studies in History and Philosophy of Science B: Studies in History and Philosophy of Modern Physics》 (영어) 42 (2): 81–97. doi:10.1016/j.shpsb.2011.04.001. ISSN 1355-2198.